# Germán Gómez (siatkarz)
Germán Alfredo Gómez (ur. 19 kwietnia 2003 w Goya) – argentyński siatkarz, reprezentant kraju, grający na pozycji atakującego. 
Zaczął grać w siatkówkę w wieku 14 lat, po tym jak jego siostra zapoznała jego z grą w siatkówkę.
W 2021 roku na Letniej Uniwersjadzie z reprezentacją  Argentyny zajął 5 miejsce. Na Mistrzostwach Świata Juniorów w 2023 roku z kadrą narodową Argentyny zajął 4 miejsce. W reprezentacji Argentyny zadebiutował w Lidze Narodów 2025 zajmując na koniec turnieju 13 miejsce.

## Statystyki

### Rozegrane mecze wLidze Narodów 2025[9]
| Faza grupowa | Przeciwnik        | Wynik | Punkty   | Skuteczne ataki | Punktowe bloki | Asy serwisowe |          |
| ------------ | ----------------- | ----- | -------- | --------------- | -------------- | ------------- | -------- |
| Grupa 1      | Francja           | 3:1   | Nie grał | Nie grał        | Nie grał       | Nie grał      | Nie grał |
| Grupa 1      | Kanada            | 3:2   | 19       | 15              | 1              | 3             |          |
| Grupa 1      | Bułgaria          | 0:3   | 13       | 12              | 0              | 1             |          |
| Grupa 1      | Włochy            | 1:3   | 3        | 3               | 0              | 0             |          |
| Grupa 6      | Holandia          | 3:0   | 17       | 15              | 1              | 1             |          |
| Grupa 6      | Iran              | 1:3   | Nie grał | Nie grał        | Nie grał       | Nie grał      | Nie grał |
| Grupa 6      | Serbia            | 3:1   | 20       | 15              | 1              | 4             |          |
| Grupa 6      | Kuba              | 3:2   | 22       | 22              | 0              | 0             |          |
| Grupa 9      | Brazylia          | 1:3   | 4        | 4               | 0              | 0             |          |
| Grupa 9      | Japonia           | 2:3   | Nie grał | Nie grał        | Nie grał       | Nie grał      | Nie grał |
| Grupa 9      | Stany Zjednoczone | 1:3   | Nie grał | Nie grał        | Nie grał       | Nie grał      | Nie grał |
| Grupa 9      | Turcja            | 3:2   | Nie grał | Nie grał        | Nie grał       | Nie grał      | Nie grał |

## Sukcesy klubowe
Puchar ACLAV:
- 2021, 2024[10]

Superpuchar Argentyny:
- 2024[11]

Mistrzostwo Argentyny:
- 2025[12]

## Sukcesy reprezentacyjne
Mistrzostwa Ameryki Południowej Juniorów:
- 2022[13]

## Nagrody indywidualne
- 2022: Najlepszy atakujący Mistrzostw Ameryki Południowej Juniorów[14]